# 가톨릭 히로시마 교구
가톨릭 히로시마 교구(일본어: カトリック広島教区, 라틴어: Dioecesis Hiroshimaensis)는 로마 가톨릭교회 오사카 관구 산하의 교구이다

## 연혁
- 1923년 5월 4일, 오사카 교구에서 오카야마 현, 히로시마 현, 야마구치 현, 시마네 현, 톳토리 현을 분할하여, 히로시마 대목구로 설립, 독일의 예수회에 위탁되었다. 초대 대목구장에는 인도 푸나의 주교였던 하인리히 데어링 명의대주교가 임명되어 오카야마대목구가 출발되었다
- 1928년, 요하네스 로스 주교가 후임 대목구장에 임명되었으며, 1939년 대목구명을 히로시마로바꾸었다
- 1940년 요하네스 로스 주교가 대목구장을 사임하여, 예수회원 오기와라 아키라가 대목구장이 되었다.
- 1959년 6월 30일, 히로시마대목구가 교구로 승격, 히로시마 교구가 되었고, 노구치 신부가 임명되었다.
- 1960년 5월 8일, 노구치 신부가 주교에게 서품되어 히로시마 주교좌에 착좌하였다.
- 1985년, 노구치 주교가 사임하여, 3월 29일에 미수에 신부가 교구장에 임명되었다.
- 1985년 6월 16일, 미수에 신부가 주교에 서품되어 주교좌에 착좌함.
- 2011년 6월 13일, 미수에 주교의 은퇴로 마에다 신부가 교구장에 임명됨.
- 2014년 8월 20일 마에다 주교 오사카 대주교로 전임됨

## 관할 구역
- 히로시마현, 야마구치현, 돗토리현, 오카야마현, 시마네현

## 역대 대목구장
- 초대 하인리히 데어링 대주교(Heinrich Döring) (1921.06.16–1927.07.14)
- 2대 요하네스 로스 주교(Johannes Ross) (1928.05.18–1940)
- 3대 아키라 오기하라 몬시뇰 (1940-1959.12.19)

## 역대 교구장
- 초대 노구치 요시마츠(도미니코) 주교 (野口由松, 1959.12.19–1985.03.29)
- 2대 미수에 아츠미(요셉) 주교 (三末篤實, 1985.03.29-2011.06.13)
- 3대 마에다 만요(토마스 아퀴나스) 주교 (前田万葉, 2011,06,13 ~2014,08,20)
- 4대 시라하마 미츠루(알렉시오) 주교(白浜 満,2016,06,28~)